# Clause de compétence générale (France)
En droit français, la clause générale de compétence (CGC) est un concept juridique traduisant la capacité d'initiative d’une collectivité territoriale dans un domaine de compétences au-delà de celles qui lui sont attribuées de plein droit, sur le fondement de son intérêt territorial en la matière.
Ce concept ou des concepts proches (Principe de subsidiarité prévu à l'article 72 alinéa 2 de la Constitution du 4 octobre 1958 par exemple) existent dans d'autres pays[Lesquels ?].

## Définition
Une collectivité territoriale, telle que la commune (depuis la loi NOTRe du 7 août 2015, le département et la région ne sont plus concernés par la clause générale de compétence), peut intervenir dans un domaine de compétences dès lors que l’intérêt de son territoire peut être invoqué. Cette notion d’intérêt traduit une approche finaliste qui permet, dans une certaine mesure, de dépasser ou d’élargir les compétences strictement attribuées par les lois en vigueur ; elle est ainsi susceptible de justifier les décisions de création d’un service public local, l’octroi de subventions ou d’aides matérielles, la réalisation de travaux, etc.
Cette notion, parfois présentée comme une « précieuse variable d'ajustement »  n’est pas extensible à l’infini. La jurisprudence en a défini les contours. Elle ne permet en particulier pas de s’affranchir de règles de fond, telles que :
- le droit communautaire de la concurrence ou les dispositions législatives particulières en matière d’aide aux entreprises ;
- la liberté du commerce et de l'industrie en matière de création de services publics ;
- le principe de neutralité, qui interdit par exemple aux collectivités de s’immiscer dans un conflit collectif du travail par le soutien financier à l’une des parties.

## Fondements législatifs

### Communes
L’article L. 2121-29 du Code général des collectivités territoriales (CGCT) énonce : « Le conseil municipal règle par ses délibérations les affaires de la commune. (…) Le conseil municipal émet des vœux sur tous les objets d’intérêt local » ;
Cette clause apparaît dès la première loi de constitution du régime juridique des communes précisant l’organisation et les attributions des conseils municipaux, la loi du 5 avril 1884. L’article 61 de cette loi dispose, dans son premier alinéa : « Le conseil municipal règle, par ses délibérations, les affaires de la commune. ».

### Départements
Antérieurement à la Loi n°2015-991 du 7 août 2015 (Loi "NOTRe"), l’article L. 3211-1 du même code disposait : « Le conseil départemental règle par ses délibérations les affaires du département. Il statue sur tous les objets sur lesquels il est appelé à délibérer par les lois et règlements et, généralement, sur tous les objets d’intérêt départemental dont il est saisi (…) » ;
Comme pour les communes, cette clause apparaissait dès la loi du 10 août 1871 formant les conseils généraux et définissant leur organisation. L’article 48,  8e alinéa, précisait : « Le conseil général délibère : […] 5°/ sur tous les autres projets sur lesquels il est appelé à délibérer par lois et règlements, et généralement sur tous les projets d’intérêt départemental dont il est saisi, soit par une proposition du préfet, soit sur l’initiative d’un de ses membres ».
Cet article était communément interprété comme un principe de clause générale de compétence. Dans sa décision du 9 décembre 2010, le Conseil constitutionnel précisait toutefois que « ces dispositions n'ont eu ni pour objet ni pour effet de créer une clause générale rendant le département compétent pour traiter de toute affaire ayant un lien avec son territoire ; que, par suite, elles ne sauraient avoir donné naissance à un principe fondamental reconnu par les lois de la République garantissant une telle compétence » ,.

### Régions
L’article L. 4221-1 énonçait : « Le conseil régional règle par ses délibérations les affaires de la région. Il a compétence pour promouvoir le développement économique, social, sanitaire, culturel et scientifique de la région et l'aménagement de son territoire et pour assurer la préservation de son identité, dans le respect de l’intégrité, de l’autonomie et des attributions des départements et des communes. Il peut engager des actions complémentaires de celles de l’État, des autres collectivités territoriales et des établissements publics situés dans la région, dans les domaines et les conditions fixés par les lois déterminant la répartition des compétences entre l’État, les communes, les départements et les régions. »

## Fondements constitutionnels
Certains considèrent que cette notion est intrinsèquement liée à la notion de collectivité territoriale au sens de l’article 72 de la Constitution française. C’est en effet cette notion qui différencie les collectivités des établissements publics (y compris de coopération intercommunale), gouvernés quant à eux par le principe de spécialité.
De même peut-on considérer la clause générale de compétence comme l’une des composantes de la libre administration des collectivités locales garantie par les articles 34 et 72 de la Constitution.

## Première suppression de la CGC pour les départements et régions en 2010
Un des objectifs principaux de la loi de réforme des collectivités territoriales était, dès lors que l’option de suppression des départements n’était pas retenue, de clarifier les compétences respectives de chaque collectivité, ce qui devait se traduire par la mesure phare de suppression de la clause générale de compétence. La loi votée le 16 décembre 2010 (dite loi "RCT") mettait en œuvre cette disposition pour les départements et régions, mais introduisait quelques exceptions. La date d'entrée en vigueur était fixée au 1er janvier 2015.
En ce qui concerne le conseil général, l’article 73 de la loi précisait que le premier alinéa de l'article L. 3211-1 du code général des collectivités territoriales, libellé ainsi : « Le conseil général règle par ses délibérations les affaires du département », était complété par « dans les domaines de compétence que la loi lui attribue ». Cela équivalait de fait à une suppression de la clause générale de compétence  et au passage à un bloc de compétences bien identifiées.
Mais le deuxième alinéa qui était rédigé ainsi : « Il statue sur tous les objets sur lesquels il est appelé à délibérer par les lois et règlements et, généralement, sur tous les objets d'intérêt départemental dont il est saisi. » était remplacé par le suivant : « Il peut en outre, par délibération spécialement motivée, se saisir de tout objet d’intérêt départemental pour lequel la loi n’a donné compétence à aucune autre personne publique. » Une exception était ainsi introduite pour les compétences spécifiques qui n'auraient pas été attribuées à une autre collectivité.
Une disposition similaire était prise en ce qui concernait les conseils régionaux de métropole et d'outre-mer avec la modification de l'article L. 4211-1 du code général des collectivités territoriales.
Le Conseil constitutionnel, saisi sur la constitutionnalité de ces dispositions législatives nouvelles, précisait dans sa décision du 9 décembre 2010 « que les dispositions critiquées permettent au conseil général ou au conseil régional, par délibération spécialement motivée, de se saisir respectivement de tout objet d'intérêt départemental ou régional pour lequel la loi n'a donné compétence à aucune autre personne publique ; que, par suite, doit être écarté le grief tiré de ce que les dispositions critiquées seraient contraires au principe de libre administration des collectivités territoriales ; que n'est pas non plus méconnu le deuxième alinéa de l'article 72 de la Constitution qui dispose que ces dernières ont vocation à prendre les décisions pour l'ensemble des compétences qui peuvent le mieux être mises en œuvre à leur échelon » ,.

## Annulation de la suppression pour les départements et régions en 2014
La loi du 27 janvier 2014 de modernisation de l'action publique territoriale et d'affirmation des métropoles (loi MAPTAM) annula la suppression de la clause générale de compétence des régions et départements dont l'entrée en vigueur était prévue pour le 1er janvier 2015.

## Confirmation de la suppression pour les départements et régions par la loi NOTRe de 2015

### Débat
En janvier 2014, le Premier ministre Jean-Marc Ayrault annonça que la clause générale de compétence pourrait être retirée aux départements et régions dans la prochaine loi de décentralisation pour être réservée aux communes, dans le cadre d'un « nécessaire choc de simplification ». La loi NOTRe du 7 août 2015 est destinée à rationaliser, à simplifier les politiques publiques issues de la décentralisation territoriale. La suppression de la clause générale de compétence doit permettre de mettre fin à "l'enchevêtrement de compétences" en transformant la région et le département en collectivités territoriales (CT) spécialisées. Cela étant, cette nouvelle notion rend floue la séparation juridique et notionelle entre Établissements publics territoriaux (EPT) et CT spécialisées.
L'apparition de collectivités territoriales spécialisées est aussi, selon Jean Marie Pontier, professeur à l'université d'Aix Marseille, une manière de créer un État décentralisé mais dirigiste. Manuel Valls proposa, le mardi 8 avril 2014, lors de son discours de politique générale à l'Assemblée nationale, la suppression pure et simple de la clause générale de compétence, approuvée par le Sénat le 15 janvier 2015.

### Loi NOTRe du 7 août 2015
La loi du 7 août 2015 dispose que les départements et régions sont dotés de compétences spécialisées, avec une reconnaissance de compétences partagées en matière de culture, sport, tourisme, promotion des langues régionales et éducation populaire (art. L. 1111-4 nouveau). Elle reprend la même formule que la loi du 16 décembre 2010, sans toutefois ménager la possibilité pour les départements et régions de « se saisir, par délibération motivée, de tout objet d'intérêt départemental ou régional pour lequel la loi n'a donné aucune compétence à aucune autre personne publique ».
La loi NOTRe du 7 août 2015 entérine donc la suppression de la clause générale de compétence  pour les départements et régions. Les départements ont subi, dans le même temps, d'importants transferts de compétences vers les régions.